# Щика
Щика (на албански: Shtika или Shtikë) е село в Албания в община Колония, област Корча.

## География
Селото е разположено северно от град Ерсека, в югозападните склонове на планината Грамос в долината на едноименната река Щика, приток на Осум.
До 2015 година селото е част от община Молас.

## Личности
Родени в Щика
- Тома Кацори (1922 – 2008), албански учен